# Georg Henschel (Politiker)
Georg Henschel (* 16. September 1912 in Berlin; † 4. September 1981 in Stade) war ein deutscher Politiker (SPD).
Henschel besuchte von 1918 bis 1926 das Askanische Gymnasium in Berlin-Kreuzberg, anschließend machte er eine Lehre als Groß- und Einzelhandelskaufmann. 1934 wurde er selbständiger Zeitschriftenhändler im Bahnhofsbuchhandel. Im Zweiten Weltkrieg wurde er 1941 eingezogen.
1945 trat Henschel der SPD bei und wurde bei der Wahl zur Stadtverordnetenversammlung von Groß-Berlin 1946 gewählt. Doch schon im Januar 1947 schied er wieder aus dem Parlament aus, da er als Bezirksbürgermeister des Bezirks Kreuzberg gewählt wurde. Bei der Berliner Wahl 1950 wurde Henschel in die Bezirksverordnetenversammlung von Berlin-Kreuzberg gewählt. Im Februar 1965 rückte er in das Abgeordnetenhaus von Berlin nach, da Hans Baltruschat als Bezirksstadtrat in Kreuzberg gewählt wurde. 1971 schied er aus dem Abgeordnetenhaus aus.